# Antoni Justat
Antoni Justat (ur. 13 czerwca 1898 w Warszawie, zm. 23 czerwca 1973 w Łodzi) – polski technolog chemik, profesor Politechniki Łódzkiej.

## Życiorys
W 1927 ukończył studia na Wydziale Chemicznym Politechniki Warszawskiej, gdzie od 1926 pracował również jako asystent w Katedrze Chemii Fizycznej u profesora Wojciecha Świętosławskiego. W latach 1927–1939 pracował w Państwowej Fabryce Związków Azotowych w Chorzowie, gdzie opracował metodę produkcji sody i salmiaku, która stała się podstawą do budowy instalacji i uruchomienia tamże produkcji sody amoniakalnej (tzw. „metody chorzowskiej”) w skali przemysłowej w 1931 roku.
W okresie okupacji mieszkał w Warszawie prowadząc własną firmę z artykułami chemicznymi. Po zakończeniu wojny rozpoczął pracę w Warszawie w Centrali Zaopatrzenia Przemysłu Chemicznego, początkowo na stanowisku inspektora technicznego, a następnie p.o. dyrektora technicznego do 30 września 1939. W latach 1945–1952 był dyrektorem w Zjednoczeniu Nawozów Sztucznych w Gliwicach, a później w Instytucie Chemii Nieorganicznej w Gliwicach. W latach 1951–1952 był wykładowcą technologii związków azotowych w WSI w Gliwicach. W 1952 objął stanowisko kierownika Katedry Technologii Nieorganicznej na Wydziale Chemicznym Politechniki Łódzkiej, które zajmował do przejścia na emeryturę w 30 września 1968. Uchwałą Rady Państwa z dnia 22 kwietnia 1967 otrzymał tytuł naukowy profesora nadzwyczajnego nauk technicznych, a z dniem 1 maja 1967 został powołany na stanowisko profesora nadzwyczajnego w Katedry Technologii Chemicznej Nieorganicznej PŁ.
Tematyka jego badań obejmowała katalizą fluidalną, wykorzystanie odpadowego chlorku wapnia oraz zastosowanie jonitów w procesie oczyszczania wody i ścieków.
Jego dorobek naukowo-badawczy obejmuje kilkadziesiąt opracowań dla przemysłu, 25 publikacji i referatów oraz podręcznik akademicki. Opiekował się 6 przewodami doktorskimi, wypromował 3 doktorów z dziedziny technologii chemicznej oraz technologii wody.
W latach 1953–1954 pełnił funkcję prodziekana Wydziału Chemicznego Politechniki Łódzkiej. Był współorganizatorem i kierownikiem studiów stacjonarno-zaocznych wszystkich wydziałów Politechniki Łódzkiej oraz współorganizatorem Filii Politechniki Łódzkiej w Płocku, prezesem Polskiego Towarzystwa Chemicznego Oddziału Łódzkiego, członkiem Łódzkiego Towarzystwa Naukowego oraz wiceprzewodniczącego Komitetu Nauk Chemicznych PAN.
Odznaczony Krzyżem Walecznych (1922) oraz Medalem Interalliae (1922).
Został pochowany na cmentarzu Powązkowskim w Warszawie (nr kwatery 315a-3-11).